# 4058 Cecilgreen
4058 Cecilgreen este un asteroid din centura principală, descoperit pe 4 mai 1986 de Edward Bowell.